# (15920) 1997 UB25
A (15920) 1997 UB25 a Naprendszer kisbolygóövében található aszteroida. A LINEAR projekt keretében fedezték fel 1997. október 29-én.